# Cantares
 (juin 2017).
Si vous disposez d'ouvrages ou d'articles de référence ou si vous connaissez des sites web de qualité traitant du thème abordé ici, merci de compléter l'article en donnant les références utiles à sa vérifiabilité et en les liant à la section « Notes et références ».
Albums de divers artistes
(voir la liste des titres)
Hijo de la Luz y de la Sombra
(2010) Antología desordenada
(2014)
Cantares (sous-titré Los artistas flamencos le cantan a Serrat) est un album de reprises de chansons de Joan Manuel Serrat, auteur-compositeur-interprète espagnol, par de grands artistes de la musique flamenco, paru en 2011.

## Liste des titres
Toutes les chansons sont écrites et composées par Joan Manuel Serrat.
| 1.    | Decir amigo                        | Duquende                                | 4:51 |
| 2.    | Niño silvestre                     | La Susi                                 | 5:34 |
| 3.    | Lucía                              | José Mercé                              | 2:58 |
| 4.    | Poema de amor                      | Carmen Linares                          | 2:32 |
| 5.    | El meu carrer                      | Miguel Poveda                           | 4:11 |
| 6.    | Romance de curro « El Palmo »      | Josemi Carmona y Mari Ángeles Fernández | 5:41 |
| 7.    | Aquellas pequeñas cosas            | El Pelé y El Cuarteto de La Habana      | 2:08 |
| 8.    | Tu nombre me sabe a yerba          | María Carrasco                          | 4:14 |
| 9.    | La saeta (Álbum versión)           | Tomatito y Camarón                      | 2:26 |
| 10.   | No hago otra cosa que pensar en ti | Montse Cortés y Paco Heredia            | 3:50 |
| 11.   | Nana de cebolla                    | Enrique Morente                         | 6:38 |
| 12.   | Paraules d'amor                    | Mayte Martín                            | 5:18 |
| 13.   | Cantares                           | Diego Carrasco                          | 3:13 |
| 53:34 |                                    |                                         |      |